# Lista över småplaneter (8001–8500)
Detta är en lista över numrerade småplaneter, nummer 8001–8500.
|     | 8000            | 8100           | 8200           | 8300            | 8400            |
| --- | --------------- | -------------- | -------------- | --------------- | --------------- |
| 1   | Ramsden         | Yasue          | 1994 AH2       | Haseyuji        | Assirelli       |
| 2   | Tonyevans       | Yoshikazu      | Gooley         | Kazukin         | 1994 GH9        |
| 3   | Kelvin          | Fermi          | Jogolehmann    | Miyaji          | Minorushimizu   |
| 4   | 1987 RX         | Kumamori       | Takabatake     | Ryomichico      | 1995 AN         |
| 5   | Albinadubois    | 1994 WH2       | Van Dijck      | Teika           | Asbolus         |
| 6   | Tacchini        | Carpino        | Masayuki       | Shoko           | Iwaokusano      |
| 7   | 1988 RU6        | 1995 BR4       | Suminao        | Peltan          | Houlahan        |
| 8   | 1988 TQ4        | Wieland        | Volta          | Julie-Mélissa   | Strom           |
| 9   | Béguin          | 1995 DU1       | Toscanelli     | 1996 NL1        | Valentaugustus  |
| 10  | Böhnhardt       | Heath          | NANTEN         | Seelos          | Hiroakiohno     |
| 11  | Saijokeiichi    | Hoepli         | 1995 EB1       | Zhangdaning     | Celso           |
| 12  | 1990 HO3        | Cesi           | Naoshigetani   | 1996 TJ12       | Zhaozhongxian   |
| 13  | Gordonmoore     | Matsue         | 1995 FE        | Christiansen    | Kawakami        |
| 14  | 1990 MF         | Lafcadio       | Mirellalilli   | Tsuji           | Atsuko          |
| 15  | Marksimons      | Sakabe         | Zanonato       | Bajin           | 1996 UT         |
| 16  | 1990 QW10       | Jeanperrin     | Melosh         | Wolkenstein     | Okada           |
| 17  | 1990 RM5        | Yuanlongping   | Dominikhašek   | Eurysaces       | Lancetaylor     |
| 18  | 1990 SW         | 1996 WG3       | Hosty          | Averroes        | Mogamigawa      |
| 19  | Karachkina      | 1997 TP25      | 1996 JL        | Antiphanes      | Terumikazumi    |
| 20  | Erzgebirge      | Kobe           | Nanyou         | van Zee         | Angrogna        |
| 21  | Walter          | Altdorfer      | La Condamine   | Akim            | Montanari       |
| 22  | Scottcrossfield | Holbein        | Gellner        | Kononovich      | Mohorovičić     |
| 23  | Josephwalker    | Canaletto      | Bradshaw       | Krimigis        | Macao           |
| 24  | Robertwhite     | Guardi         | Fultonwright   | Juliadeleón     | Toshitsumita    |
| 25  | Forrestpeterson | Tyndareus      | Emerson        | Trigo-Rodriguez | Zirankexuejijin |
| 26  | Johnmckay       | Chanwainam     | 1996 TF7       | Paulkling       | 1997 ST         |
| 27  | Robertrushworth | Beuf           | 1996 VD4       | Weihenmayer     | 1997 TH17       |
| 28  | Joeengle        | Nicomachus     | 1996 YB2       | Uyttenhove      | Okiko           |
| 29  | Miltthompson    | Michaelbusch   | Kozelský       | Speckman        | 1997 YK4        |
| 30  | Williamknight   | Seeberg        | Perona         | Fitzroy         | Florey          |
| 31  | Williamdana     | Scanlon        | Tetsujiyamada  | Dawkins         | Haseda          |
| 32  | Michaeladams    | Vitginzburg    | Akiramizuno    | Ivantsvetaev    | Tamakasuga      |
| 33  | 1992 FY1        | Takanochoei    | Asada          | Medina          | Brachyrhynchus  |
| 34  | Akka            | Minin          | Nobeoka        | 1984 CF         | Columbianus     |
| 35  | 1992 TB         | Davidmitchell  | Fragonard      | Sarton          | Anser           |
| 36  | Maehara         | 1979 MH2       | Gainsborough   | Šafařík         | Leucopsis       |
| 37  | 1993 HO1        | Kvíz           | Constable      | 1984 SF6        | Bernicla        |
| 38  | 1993 JG         | Craigbowers    | Courbet        | Ralhan          | Marila          |
| 39  | Grandprism      | Paulabell      | Signac         | Kosovichia      | Albellus        |
| 40  | Utsumikazuhiko  | Hardersen      | Matisse        | Mumma           | Wigeon          |
| 41  | Masumoto        | Nikolaev       | Agrius         | 1986 QQ         | Lapponica       |
| 42  | 1994 AX2        | Zolotov        | Joshemery      | 1986 QN3        | Ostralegus      |
| 43  | Fukuhara        | Nezval         | Devonburr      | Tugendhat       | Svecica         |
| 44  | Tsuchiyama      | Hiragagennai   | Mikolaichuk    | Babette         | Popovich        |
| 45  | Kamiyama        | Valujki        | Molnar         | Ulmerspatz      | Novotroitskoe   |
| 46  | Ajiki           | Jimbell        | Kotov          | 1987 DW6        | Tazieff         |
| 47  | Akikinoshita    | Colemanhawkins | Cherylhall     | Lallaward       | Cornejo         |
| 48  | Andrle          | 1985 CR2       | Gurzuf         | Bhattacharyya   | Belyakina       |
| 49  | 1996 FL2        | Ruff           | Gershwin       | 1988 DH1        | Maslovets       |
| 50  | Beishida        | Kaluga         | Cornell        | 1989 AG         | Egorov          |
| 51  | Pistoria        | Andranada      | Isogai         | 1989 EH1        | Gaidai          |
| 52  | Novalis         | Martinlee      | Elkins-Tanton  | 1989 GE         | Clay            |
| 53  | Kleist          | Gattacceca     | Brunetto       | Megryan         | Flaviataldini   |
| 54  | Brentano        | Stahl          | Moskovitz      | 1989 RF         | Micheleferrero  |
| 55  | Arnim           | Battaglini     | Masiero        | Masuo           | Johnrayner      |
| 56  | Tieck           | Tsukada        | Shenzhou       | Wadhwa          | Davegriep       |
| 57  | Hofmannsthal    | 1988 XG2       | Andycheng      | O'Connor        | Billgolisch     |
| 58  | Zuckmayer       | Herder         | McCracken      | Rickblakley     | Georgekoenig    |
| 59  | Deliyannis      | Fukuoka        | 1983 UG        | 1989 WD         | Larsbergknut    |
| 60  | Anius           | 1990 MG        | 1984 SH        | 1990 FD1        | Imainamahoe     |
| 61  | Gaudium         | Newman         | Ceciliejulie   | 1990 JN1        | Sammiepung      |
| 62  | Okhotsymskij    | 1990 SK11      | Carcich        | 1990 QM1        | Hazelsears      |
| 63  | Cristinathomas  | Ishizaki       | 1986 QT        | 1990 RV         | Naomimurdoch    |
| 64  | Lisitsa         | Andreasdoppler | 1986 QA3       | 1990 RE5        | Polishook       |
| 65  | Nakhodkin       | Gnädig         | 1986 RB5       | 1990 RR5        | Bancelin        |
| 66  | Poldimeri       | Buczynski      | Bertelli       | 1990 UL1        | Leyrat          |
| 67  | Helfenstein     | Ishii          | Kiss           | Bokusui         | Benoîtcarry     |
| 68  | Vishnureddy     | Rogerbourke    | Goerdeler      | 1991 DM         | Rhondastroud    |
| 69  | Benweiss        | Mirabeau       | Calandrelli    | 1991 GR         | 1981 TZ         |
| 70  | DeMeo           | 1991 PZ11      | Winslow        | Vanlindt        | Dudinskaya      |
| 71  | Simonelli       | Stauffenberg   | Imai           | Goven           | Obrant          |
| 72  | Yojikondo       | 1991 RP15      | Iitatemura     | 1991 VC2        | Tarroni         |
| 73  | Johnharmon      | 1991 RX23      | Apatheia       | Stephengould    | 1984 SS5        |
| 74  | Slade           | 1991 SL2       | Soejima        | Horohata        | Rettig          |
| 75  | Roero           | Boerhaave      | Inca           | Kenzokohno      | Vsevoivanov     |
| 76  | 1985 RV4        | 1991 WA        | Shigei         | 1992 OZ9        | 1986 QT2        |
| 77  | Hoyle           | 1992 BO        | Machu-Picchu   | Elmerreese      | Andrejkiselev   |
| 78  | Carolejordan    | 1992 DQ10      | 1991 JJ        | Sweeney         | 1987 DO6        |
| 79  | Bernardlovell   | 1992 EA7       | Cuzco          | Straczynski     | Held            |
| 80  | Intel           | 1992 PY2       | Petergruber    | Tooting         | 1987 RD1        |
| 81  | Leopardi        | Rossini        | 1991 PC18      | Hauptmann       | 1988 LH         |
| 82  | Haynes          | Akita          | Delp           | Mann            | Wayneolm        |
| 83  | Mayeda          | 1992 UE3       | 1991 SV        | 1992 UA3        | Kinwalaniihsia  |
| 84  | Dallas          | Luderic        | Cranach        | 1992 YB         | 1988 VM2        |
| 85  | 1989 CD8        | 1992 WR2       | 1991 UK3       | 1993 AN         | Satoru          |
| 86  | Peterthomas     | 1992 WP3       | Kouji          | Vanvinckenroye  | Asherschel      |
| 87  | Kazutaka        | Akiramisawa    | 1992 EJ4       | Fujimori        | 1989 SQ         |
| 88  | Australia       | Okegaya        | 1992 ED17      | 1993 FO6        | d'Argens        |
| 89  | Yukar           | Naruke         | An-Eefje       | 1993 FT37       | Boulder         |
| 90  | 1991 RO23       | Bouguer        | 1992 NP        | 1993 FE48       | 1989 TU10       |
| 91  | 1992 BG         | Mersenne       | Bingham        | Kring           | Joelle-gilles   |
| 92  | 1992 DC10       | Tonucci        | 1992 SU14      | 1993 OP         | Kikuoka         |
| 93  | 1992 UZ2        | Ciaurro        | 1992 UQ        | Tetsumasakamoto | Yachibozu       |
| 94  | 1992 UG3        | Satake         | Takayuki       | 1993 TM12       | Edpatvega       |
| 95  | 1992 WS2        | 1993 UC1       | Toshifukushima | Rembaut         | 1990 QV1        |
| 96  | Emilezola       | 1993 UB3       | Miyama         | 1993 UR2        | Jandlsmith      |
| 97  | Yamanishi       | Mizunohiroshi  | Gérardfaure    | Chiakitanaka    | 1990 RE7        |
| 98  | Miyamotoatsushi | 1993 VE2       | Loubna         | Rubbia          | Ufa             |
| 99  | Okudoiyoshimi   | Takagitakeo    | Téaleoni       | Wakamatsu       | 1990 SC13       |
| 100 | Nobeyama        | Souten         | Iga            | Tomizo          | Hori            |
|     | 8100            | 8200           | 8300           | 8400            | 8500            |